# 泰久寺站
泰久寺站（日语：／ Taikyūji eki */?）是位於鳥取縣東伯郡關金町泰久寺（現時：倉吉市關金町泰久寺），日本國有鐵道（國鐵）倉吉線的鐵路車站（廢站）。

## 歷史
- 1958年（昭和33年）12月20日：倉吉線關金站至山守站之間開通，此站啟用（客運車站）[1]。
- 1985年（昭和60年）4月1日：倉吉線全線廢除，此站也被廢除[1]。

## 車站構造
此站是地面車站，設有1面1線的單式月台。此站是無人車站。月台比較短，只可容納2卡編成的柴油列車。
此站的站舍比較簡單，只有候車室，沒有檢票口。

## 車站周邊
車站後方設有鳥取縣道45號。雖然倉吉線橫跨泰久寺地區，但是距離該區主要設施數百米處。車站周邊都是樹林和田野。
- 大久寺（泰久寺） - 位於泰久寺字奧條592番地[2]。
  - 神田神社 - 泰久寺632番地[3]。
- 狼谷溜池（日语：狼谷溜池）（大山池） - 位於泰久寺字開田·松河原
  - 大山池野營場
- 草幾山城 - 三浦氏、南條氏（日语：南条氏）與小鴨氏（日语：小鴨氏）的居城遺跡。
- 山守神社
- 鳥取縣道45號倉吉江府溝口線（日语：鳥取県道45号倉吉江府溝口線）
- 日交巴士（日语：日本交通 (鳥取)）「泰久寺」巴士站
- 山守隧道（日语：山守トンネル）

## 現狀
雖然候車室已經被撤走，但是月台、站牌的柱和路軌還仍然存在。此站和鄰站山守站的站牌是使用全日本少見的透明亞加力膠板製作。截至2014年（平成26年），車站遺址設置了站牌的仿製品。

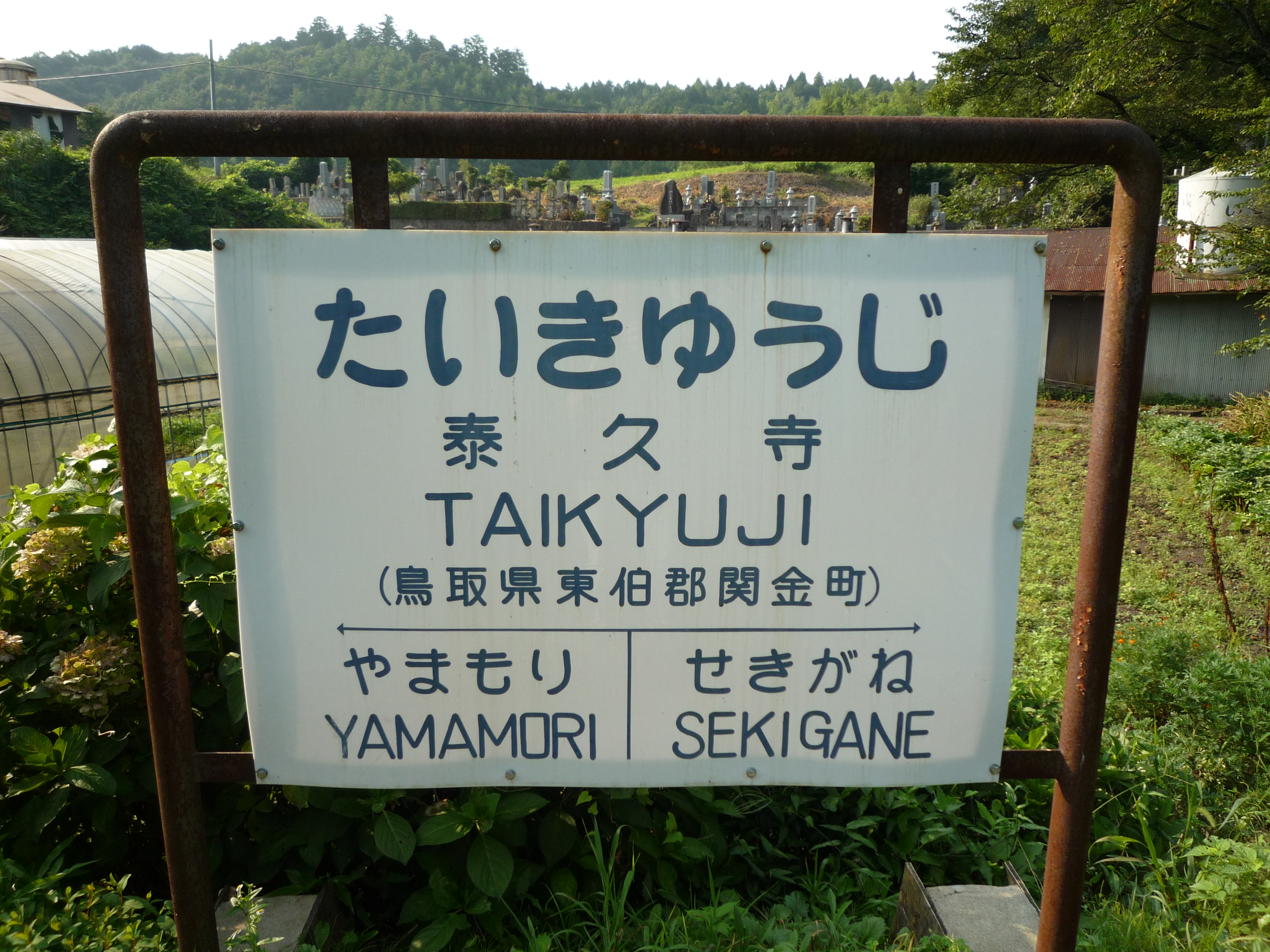
在車站遺址上設置的站牌仿製品
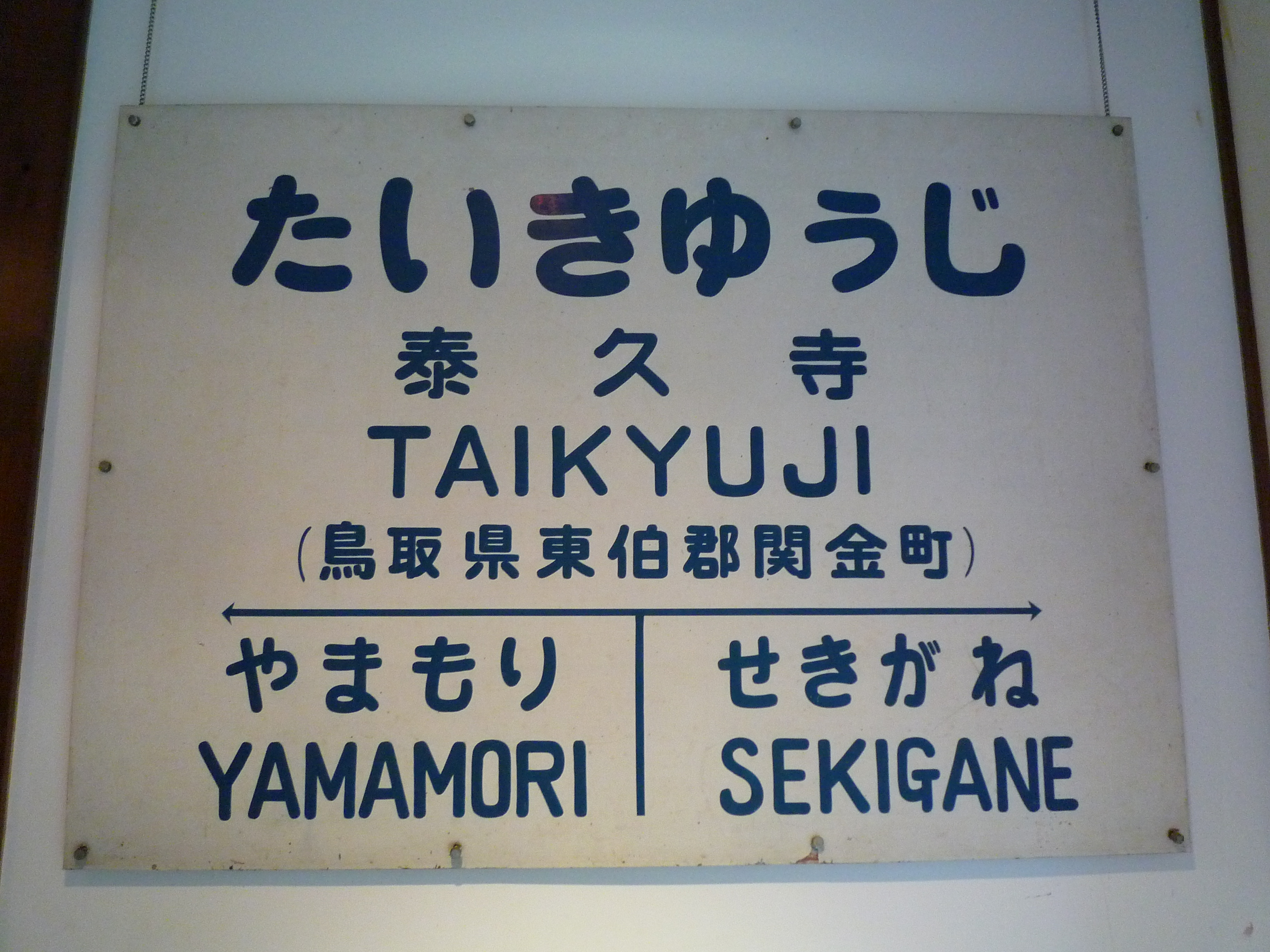
在關金資料館保存和展示的站牌（不是亞加力膠板）

## 日本最美廢線跡
從此站遺址向山守隧道方向前進數十米處，會看見一些樹木橫臥在路軌上，後方為一片竹林。在2019年11月27日於富士電視網放送的節目中，六角精兒到訪了上述兩處廢線遺址進行了專題報道。在節目中，該處被介紹為「日本最美廢廃線跡」、成為社交平台上的熱門話題。媒體在2021年7月25日發表了一篇報導，把該處描述為「竹林和廢線上鏡的景」。作為這個廢線遺址的地區活性化活動，曾經舉行了「遛狗日」、「日本最美廢線跡節」，以及竹林之點燈活動（2023年11月11日首次舉行）等各活動。

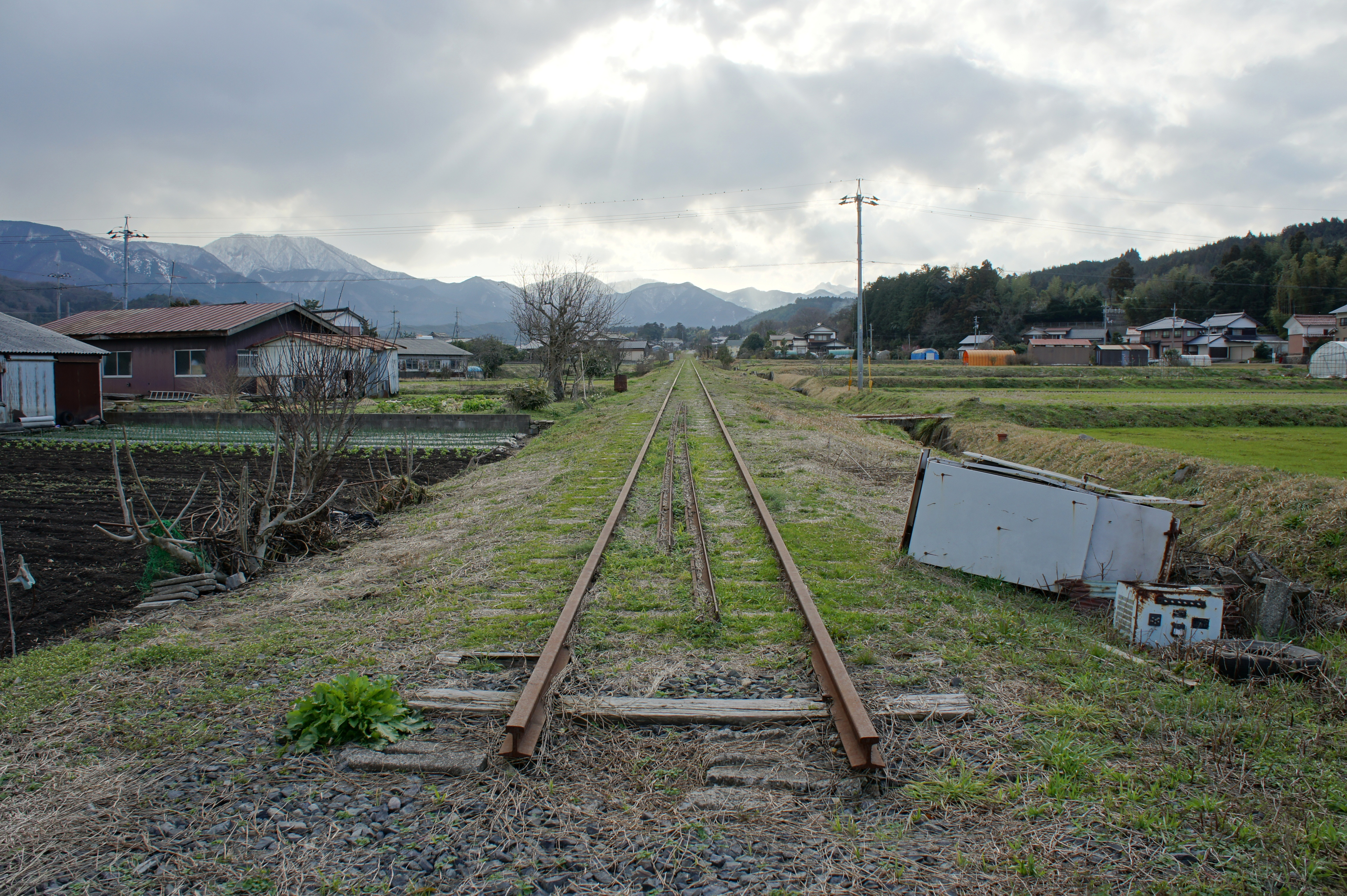
廢線跡（2011年3月，倉吉市關金町松河原（※從泰久寺站遺址向倉吉方向前進一段距離））
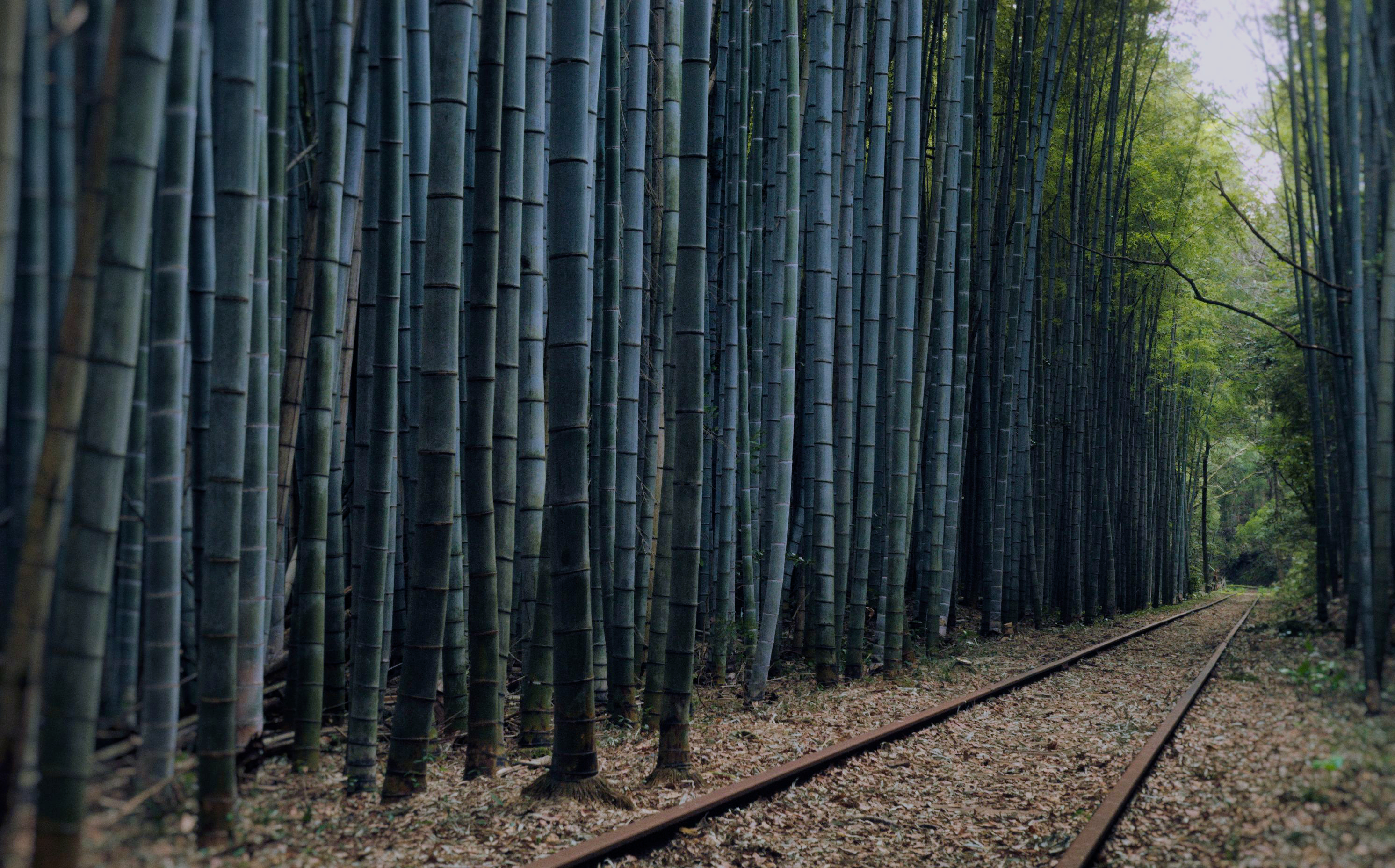
廢線跡和竹林（2017年4月）
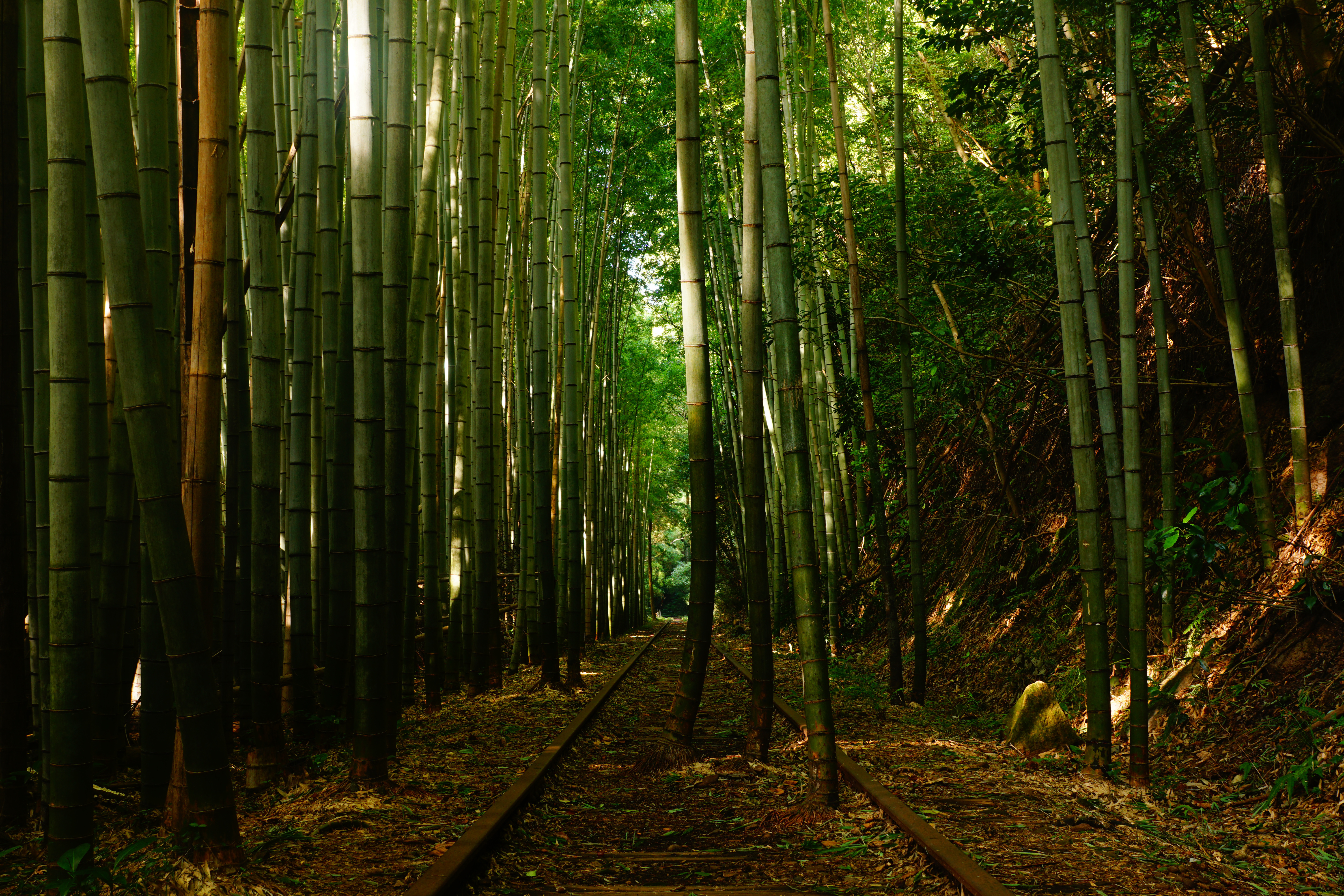
廢線跡和竹林（2019年10月）
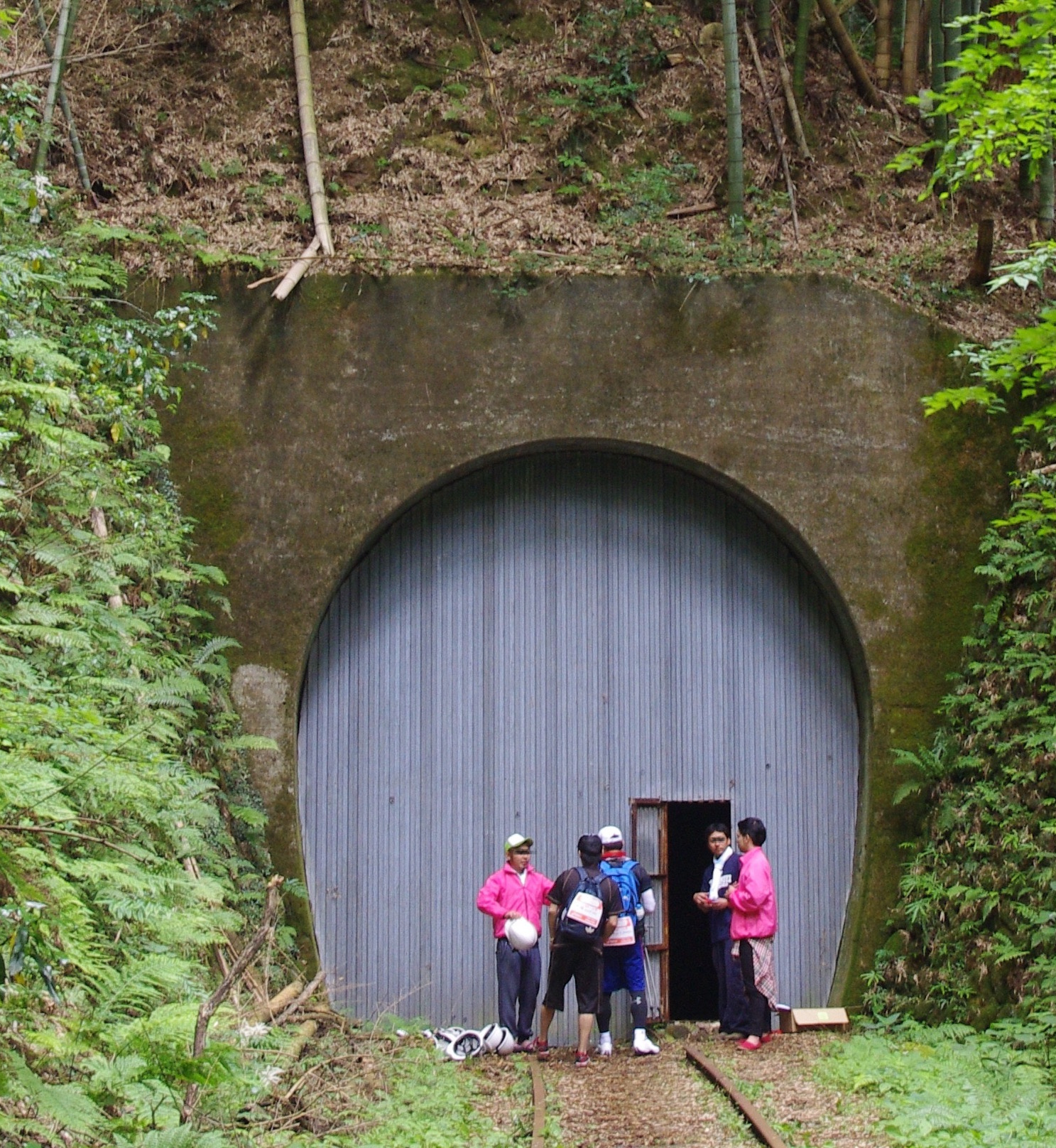
山守隧道（2016年6月）

## 相鄰車站
日本國有鐵道
倉吉線
關金－泰久寺－山守

## 注腳

### 新聞報導
1. 1 2  . 山陰中央新報デジタル. 2022-11-25  [2023-11-19]. （原始内容存档于2022-11-24） （日语）.
2. ↑  . 産経新聞. 2022-09-12  [2023-11-19]. （原始内容存档于2023-04-25） （日语）.
3. ↑  清野貴幸. . 朝日新聞デジタル. 2023-07-12  [2023-11-19]. （原始内容存档于2023-11-18） （日语）.
4. ↑  . 日本海新聞. 2023-11-11  [2023-11-19]. （原始内容存档于2023-11-16） （日语）.

## 相關項目
- 日本鐵路車站列表 Ta

## 外部連結
- 舊國鐵倉吉線廢線跡探訪地圖 （页面存档备份，存于）（日語） (PDF) - 倉吉市
- 徒步穿越舊國鐵倉吉線廢線 （页面存档备份，存于） (PDF) - 鳥取縣